# Star Wars Kid
Star Wars Kid è un fenomeno di Internet relativo ad un video di uno studente canadese di una scuola superiore, Ghyslain Raza, che brandisce una mazza da golf come se si trattasse di una spada laser del franchise fantascientifico Guerre stellari.

## Origini del video e pubblicazione
Il 4 novembre 2002, uno studente canadese realizzò un video di sé stesso mentre oscillava una mazza da golf intorno sé stesso come un'arma. Il video fu girato in uno studio della sua scuola superiore, ed il nastro fu lasciato all'interno di uno scantinato. Come si può vedere dagli ultimi istanti del filmato, esso fu realizzato sovrascrivendo la registrazione di una partita di pallacanestro. Il video fu successivamente rinvenuto da alcuni studenti e postato su internet con il titolo Jackass_starwars_funny.wmv, finendo per diventare un vero fenomeno mediatico Il video è apparso per la prima volta in internet il 14 aprile 2003.. Successivamente fu diffusa una versione modificata del video, a cui era stata aggiunta la colonna sonora di Guerre stellari e vari effetti speciali. Al 27 novembre 2006, è stato stimato da The Viral Factory che il video sia stato visto oltre 900 milioni di volte. Al 2010, la prima copia del video postata su YouTube ha ricevuto oltre venti milioni di visualizzazioni.

## Questioni legali
Nel luglio 2003, la famiglia dello studente ha intentato una causa di circa 250.000 dollari contro le famiglie di quattro compagni di scuola del ragazzo, colpevoli di aver diffuso il video. Nella querela veniva dichiarato che il ragazzo "aveva dovuto sopportare, e perdura ancora oggi, le vessazioni e lo scherno dai suoi compagni di scuola e del grande pubblico" e "sarà sotto cura psichiatrica per un ammontare di tempo indefinito".  Un procedimento legale contro una delle quattro famiglie è stato rapidamente estinto per transazione. L'azione legale era stata prevista per l'inizio del 10 aprile 2006, ma il 7 aprile, il ragazzo e i suoi genitori hanno raggiunto un accordo amichevole con gli imputati.

## Riconoscimenti
Nel 2005, CNET ha citato il video Star Wars Kid come l'ottavo nella classifica Web Fads list, mentre nel 2007, lo show televisivo trasmesso da G4, Attack of the Show, ha giudicato il filmato come il numero 1 tra i video più diffusi di tutti i tempi. È stato inoltre classificato al secondo posto nella classifica Top 40 Celebrities Internet stilata da VH1, subito dietro Gary Brolsma. Il caso ha sollevato questioni di privacy, ed è stato ampiamente riportato dai mass media di tutto il mondo, tra cui The New York Times, CBS News, GMTV e BBC News.

## Nella cultura di massa
Il video e la sua popolarità successiva hanno generato numerose parodie e molti riferimenti in vari programmi televisivi, fra cui alcuni episodi di The Venture Bros., American Dad, Arrested Development - Ti presento i miei, Ned - Scuola di sopravvivenza, Cory alla Casa Bianca e South Park.
Nel 2006, il comico Stephen Colbert ha avviato un concorso dal titolo Stephen Colbert's Greenscreen Challenge. Colbert ha presentato video di sé stesso in piedi di fronte a un green screen, mentre brandisce una spada laser giocattolo per combattere in maniera abbastanza teatrale dei nemici immaginari, nel modo di Star Wars Kid. Il video è stato quindi affidato ai telespettatori affinché lo modificassero e lo migliorassero come meglio credevano. Il risultato migliore sarebbe stato poi il vincitore del concorso. Al concorso ha partecipato persino George Lucas che presentò una sua versione elaborata del video a cura di Industrial Light and Magic.